# 萨曼莎·阿雷瓦洛
萨曼莎·米歇尔·阿雷瓦洛·萨利纳斯（西班牙語：Samantha Michelle Arévalo Salinas，1994年9月30日—），厄瓜多尔女子游泳运动员，2015年泛美运动会女子10公里马拉松游泳铜牌得主、2017年世界游泳锦标赛女子10公里公开水域游泳银牌得主。